# Lockheed Air Express
Il Lockheed Air Express era un monomotore di linea ad ala alta a parasole prodotto dall'azienda statunitense Lockheed Aircraft Limited nei tardi anni venti.
Sviluppo del precedente Vega, fu il secondo modello progettato e costruito dall'azienda dopo la sua fondazione nel 1927; volò per la prima volta nell'aprile 1928.

## Storia
Nel 1927 la compagnia aerea statunitense Western Air Express contattò la Lockheed per richiedere la fornitura di un nuovo modello adatto ad operare sulla rotta commerciale di posta aerea che congiungeva Salt Lake City, nello Utah, a Los Angeles, California.

### Sviluppo
I lavori di sviluppo del nuovo velivolo, identificato come Model 3 Air Express, iniziarono negli ultimi mesi di quell'anno attingendo all'esperienza acquisita nella costruzione del loro primo velivolo, il Vega. L'Air Express riprendeva la fusoliera del Vega, caratterizzata dall'abitacolo aperto per il pilota posizionato sul dorso staccata dallo scompartimento passeggeri integrato nella stessa, ma allo scopo di rispondere alle richieste della Western Air Express, l'ala era stata alzata fino a raggiungere una configurazione a parasole cioè alta e staccata dalla fusoliera. La motorizzazione, sempre un radiale Pratt & Whitney, fu potenziato allo scopo di migliorare le prestazioni durante i voli sulla Sierra Nevada.
L'aereo fu un successo commerciale per la Casa benché ne siano stati costruiti solo sette esemplari più un modello Air Express Special.
Nessun Air Express è sopravvissuto fino ai nostri giorni.

## Utilizzatori
Brasile
- Panair do Brasil

 Stati Uniti
- American Airways
- New York, Rio, and Buenos Aires Line (NYRBA)
- Pan American Airways
- Texas Air Transport
- Western Air Express